# Hrabstwo Union (Illinois)
Hrabstwo Union – hrabstwo w USA, w stanie Illinois, według spisu z 2000 roku liczba ludności wynosiła 18 193. Siedzibą hrabstwa jest Jonesboro.

## Geografia
Według spisu hrabstwo zajmuje powierzchnię 1093 km², z czego 1078 km² stanowią lądy, a 15 km² (1,41%) stanowią wody.

### Miasta
- Anna
- Jonesboro

### Wioski
- Alto Pass
- Cobden
- Dongola
- Mill Creek

### Sąsiednie hrabstwa
- Hrabstwo Jackson-północ
- Hrabstwo Williamson-północny wschód
- Hrabstwo Johnson-wschód
- Hrabstwo Pulaski-południowy wschód
- Hrabstwo Alexander-południe
- Hrabstwo Cape Girardeau (Missouri)-zachód
- Hrabstwo Perry (Missouri)-północny zachód

## Historia
Hrabstwo Union zostało utworzone w 1818 roku z Hrabstwa Johnson, w tym samym roku Stan Illinois przystąpiło do USA.

## Demografia
Według spisu z 2000 roku hrabstwo zamieszkuje 18 293 osób, które tworzą 7290 gospodarstw domowych oraz 4971 rodzin. Gęstość zaludnienia wynosi 17 osób/km². Na terenie hrabstwa jest 7894 budynków mieszkalnych o częstości występowania wynoszącej 7 budynków/km². Hrabstwo zamieszkuje 96,28% ludności białej, 0,82% ludności czarnej, 0,37% rdzennych mieszkańców Ameryki, 0,28% Azjatów, 0,02% mieszkańców Pacyfiku, 1,19% ludności innej rasy oraz 1,04% ludności wywodzącej się z dwóch lub więcej ras, 2,63% ludności to Hiszpanie, Latynosi lub inni.
W hrabstwie znajduje się 7290 gospodarstw domowych, w których 30,30% stanowią dzieci poniżej 18 roku życia mieszkający z rodzicami, 55,60% małżeństwa mieszkające wspólnie, 9,50% stanowią samotne matki oraz 31,80% to osoby nie posiadające rodziny. 28,40% wszystkich gospodarstw domowych składa się z jednej osoby oraz 12,70% żyje samotnie i ma powyżej 65 roku życia. Średnia wielkość gospodarstwa domowego wynosi 2,38 osoby, a rodziny wynosi 2,93 osoby.
Przedział wiekowy populacji hrabstwa kształtuje się następująco: 23,20% osób poniżej 18 roku życia, 7,50% pomiędzy 18 a 24 rokiem życia, 26,70% pomiędzy 25 a 44 rokiem życia, 25,10% pomiędzy 45 a 64 rokiem życia oraz 17,50% osób powyżej 65 roku życia. Średni wiek populacji wynosi 40 lat. Na każde 100 kobiet przypada 94,50 mężczyzn. Na każde 100 kobiet powyżej 18 roku życia przypada 91,90 mężczyzn.
Średni dochód dla gospodarstwa domowego wynosi 30 994 USD, a średni dochód dla rodziny wynosi 37 710 dolarów. Mężczyźni osiągają średni dochód w wysokości 30 016 dolarów, a kobiety 22 305 dolarów. Średni dochód na osobę w hrabstwie wynosi 16 450 dolarów. Około 10,80% rodzin oraz 19,80% ludności żyje poniżej minimum socjalnego, z tego 19,80% poniżej 18 roku życia oraz 12,10% powyżej 65 roku życia.